# Malmanoury
Malmanoury était un village de la commune de Sinnamary, en Guyane. Le village fut abandonné en 1964 pour la construction du Centre Spatial Guyanais, et ses habitants furent relocalisés.

## Historique
Des fouilles archéologiques du village ont révélé qu'il avait été habité dès le XVIIe siècle. Malmanoury était principalement habitée par des Créoles dans les années 1960, mais le village a commencé comme une colonie d’amérindiens. Les maisons du village étaient principalement situées le long de la route entre Kourou et Sinnamary. Malmanoury et le hameau de Renner comptaient une population de 264 habitants en 1962. L'économie du village reposait sur l'agriculture et l'élevage laitier. Le village possédait une école, un commissariat et une église.
En 1964, le terrain fut exproprié pour faire place au Centre Spatial Guyanais. La construction de l'Ensemble de Lancement Soyouz déclencha des protestations de la part de l'ancien résidents.